# Juromenha

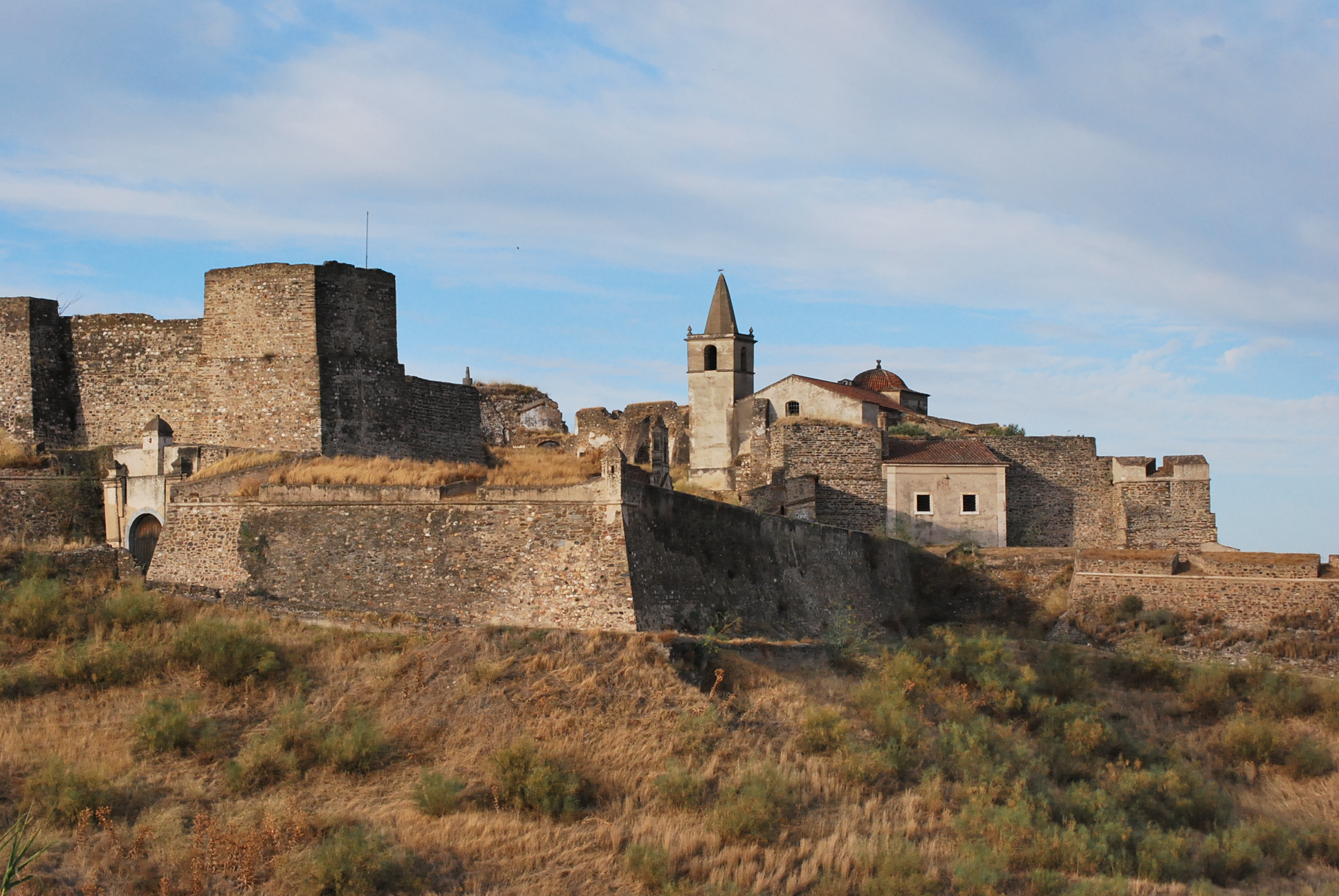
Forteresse de Juromenha

Juromenha est un village portugais du conseil d'Alandroal. Il compte 136 habitants (2001).
Situé au bord du fleuve Guadiana, il fut repris aux Maures par Alphonse Ier en 1167.